# Vanessa-Mae
Vanessa-Mae Vanakorn Nicholson (znana kot Vanessa-Mae, kitajsko: 陳美, Chén Měi), britanska violinistka, * 27. oktober 1978
Njeni najbolj znane pesmi so "I Feel Love", "Storm" in "Hocus Pocus". Po nekaterih podatkih naj bi do danes prodala do 10 milijonov plošč.

### Otroštvo
Rodila se je v Singapurju materi Kitajki, ki je bila pianistka, in očetu Tajcu. Prva tri leta svojega otroštva je živela v Singapurju. Ko sta se starša ločila, se je njena mama ponovno poročila in tako se je Vanessa-Mae pri treh letih preselila Anglijo, kjer živi in ustvarja še danes.

### Glasba
Pri treh letih je začela igrati klavir, pri petih pa violino. Ko je zmagala na nekem tekmovanju za mlade violinske, se je temu inštrumentu popolnoma posvetila. Pri desetih letih je igrala s filharmoničnim orkestrom v Londonu. Med letoma 1990 in 1992 je posnela tri klasične albume. Do njenega dvajsetega leta je bila njena mati njen menedžer. Njen album The Violin Player (1995) je mešanica klasičnih in pop zvokov

### Smučanje
Od otroštva se je ljubiteljsko ukvarjala s smučanjem. Po njenih besedah si je od nekdaj želela nastopiti na Olimpijskih igrah. Leta 2014 ji je uspelo zadostiti kriterijem in se uvrstiti na veleslalomsko tekmo Zimskih iger v ruskem Sočiju. Nastopala je za Tajsko, domovino svojega očeta, pod imenom Vanessa Vanakorn. Tekmo je končala kot zadnja, z zaostankom 50,1 s za vodilno Tino Maze. Kasneje je Mednarodna smučarska organizacija (FIS) razsodila, da je bila tekma na Krvavcu v Sloveniji, na kateri se je kvalificirala za nastop na igrah, prirejena. Njo, odgovorne slovenske smučarske funkcionarje in svojega delegata je zato kaznovala s suspenzom. Vanessa-Mae se je pritožila na Mednarodno arbitražno sodišče v Lozani, ki je odločitev Mednarodne smučarske organizacije razveljavila.

## Diskografija

### Albumi
- (1990) Violin
- (1991) Kids' Classics
- (1991/1992) Tchaikovsky & Beethoven Violin Concertos
- (1995) The Violin Player
- (1996) The Alternative Record from Vanessa-Mae
- (12. november, 1996) The Classical Album 1
- (9. september 1997) China Girl: The Classical Album 2
- (14. julij, 1998) Storm
- (16. februar 1999) The Original Four Seasons and the Devil's Trill Sonata: The Classical Album 3
- (2000) The Classical Collection: Part 1
- (July 17, 2001) Subject to Change
- (5. november 2002) The Best of Vanessa-Mae
- (23. december 2003) The Ultimate
- (2004) Choreography
- (2004) Xpectation (v sodelovanju s Princeom)
- (2006) Mae

### Posebni dodatki k albumom
- (1995) The Violin Player: Japanese Release
- (1. januar 1997) The Classical Album 1: Silver Limited Edition
- (1. januar 1997) Storm: Asian Special Edition
- The Original Four Seasons an the Devil's Trill
- (1. julij 2001) Sinata: Asian Special Edition
- (Januar 2004) The Ultimate: Dutch Limited Edition

## Filmografija
- (1998) The Violin Fantasy
- (2001) Arabian Nights